# 클로로페놀
클로로페놀은 하나 이상의 공유 결합된 염소 원자를 포함하는 페놀의 유기염화물이다. 위치 이성질체를 고려하면 5가지 기본 유형의 클로로페놀(모노클로로페놀에서 펜타클로로페놀까지)과 총 19가지의 서로 다른 클로로페놀이 있다. 클로로페놀은 페놀과 염소의 친전자성 할로겐화에 의해 생성된다.
대부분의 클로로페놀은 실온에서 고체이다. 그들은 강하고 약용 맛과 냄새가 있다. 클로로페놀은 일반적으로 살충제, 제초제 및 소독제로 사용된다.